# Alejandro De Jesús Bravo
Alejandro De Jesús Bravo (Guadalajara, Jalisco; 29 de septiembre de 2001) es un futbolista mexicano, juega como Mediocampista y su equipo actual son los Leones Negros de la U. de G. de la Liga de Expansión MX.

## Trayectoria
Formación en Atlas FC
Formado en la cantera del Atlas, jugó con la sub-13 en 2014, luego en 2020 regresa al club jugando en la sub-20.

### Tepatitlán Fútbol Club
En 2023 es prestado al Tepatitlán FC.Debutando el 15 de enero de 2023 ante Club Atlético La Paz.

### Leones Negros
A mediados del 2024 el equipo melenudo oficializó la incorporación del jugador.
En el Torneo Clausura 2025 terminó saliendo campeón con el conjunto melenudo, incluso en liguilla metió un gol de Tiro Libre contra Atlético Morelia en la instancia de Semifinales para poner el 1-0 en el marcador parcial.

## Palmarés

### Títulos nacionales
| Título               | Club          | País   | Año    |
| -------------------- | ------------- | ------ | ------ |
| Liga de Expansión MX | Leones Negros | México | C-2025 |